# Taking Sides : Le Cas Furtwängler
Pour plus de détails, voir Fiche technique et Distribution.
Taking Sides : Le Cas Furtwängler (Taking Sides) est un film franco-austro-germano-britannique réalisé par István Szabó  et sorti en salle en 2002.
C'est l'adaptation de la pièce À torts et à raisons (Taking Sides) de Ronald Harwood.

## Synopsis
Après la Seconde Guerre mondiale, les Alliés organisent une vaste campagne de « dénazification » en Allemagne. Le commandant américain Steve Arnold est alors chargé d'enquêter sur le prestigieux chef d'orchestre Wilhelm Furtwängler.
Avant le générique de fin, au ralenti, un extrait d'un documentaire d'actualités de l'époque montre Goebbels serrant la main de Furtwängler après un concert, et Furtwängler s'essuyant ensuite la main avec un mouchoir.

## Fiche technique
- Titre original : Taking Sides
- Titre français : Taking Sides : Le Cas Furtwängler
- Réalisation : István Szabó
- Scénario : Ronald Harwood, d'après sa pièce À torts et à raisons
- Direction artistique : Ken Adam (supervision), Anja Müller
- Décors :  Bernhard Henrich
- Costumes : Györgyi Szakács
- Photographie : Lajos Koltai
- Montage : Sylvie Landra
- Production : Yves Pasquier
  - Coproduction : Jeremy Isaacs, Maureen McCabe, Rainer Mockert, Jacques Rousseau, Rainer Schaper, Michael von Wolkenstein
  - Production associée : Gisela Waetzoldt-Hildebrandt, Alex Marshall, Adam Betteridge
  - Production exécutive : Fritz Buttenstedt, Michael Cowan, Jason Piette, David Rogers
- Sociétés de production : Paladin Production, France 2 Cinéma, Canal+ (France), Studio Babelsberg, Maecenas Film, Little Big Bear Filmproduktion, MBP (Allemagne), Great British Films, Jeremy Isaacs Productions, TwanPix, Spice Factory (Royaume-Uni), Satel Film (Autriche)
- Société de distribution : Mondo Films (France)
- Pays :  Royaume-Uni,  Allemagne,  France,  Autriche
- Langues : anglais, français, russe et allemand
- Format : Couleur – 35 mm – 1,85:1  - Dolby Digital / Digital Theater System
- Genre :  guerre, drame
- Durée : 108 minutes
- Dates de sortie en salles : 
  - Allemagne : 7 mars 2002
  - France : 30 avril 2002
  - Belgique : 10 juillet 2002
  - Autriche : 14 février 2003
  - Royaume-Uni : 21 novembre 2003

## Distribution
- Harvey Keitel (VF : Michel Papineschi) : major Steve Arnold
- Stellan Skarsgård (VF : Jacques Frantz) : Wilhelm Furtwängler
- Moritz Bleibtreu (VF : Damien Boisseau) : lieutenant David Wills
- Ulrich Tukur : Helmut Alfred Rode
- Birgit Minichmayr (VF : Julie Dumas) : Emmi Straube
- Oleg Tabakov : colonel Dymshitz
- Hanns Zischler : Rudolf Otto Werner
- Armin Rohde : Schlee
- R. Lee Ermey : général Wallace
- Robin Renucci : capitaine Vernay
- Garrick Hagon : major Richards
- Frank Lebœuf (VF : Jean-François Roubaud): un conseiller français
- Thomas Morris : un sergent britannique

Version française réalisée par  l'Européenne de doublage ; adaptation des dialogues : Frédéric Alameunière ; 

## Autour du film
- Le film a été présenté pour la première fois au Festival international du film de Toronto le 13 septembre 2001, puis au Festival international du film de Berlin le 16 février 2002[1].
- L'ex-footballeur français Frank Lebœuf, à l'époque encore en activité, apparaît brièvement dans le film dans le rôle d'un conseiller français.
- Le film a été tourné entièrement en Allemagne : à Berlin, Dresde et Potsdam[1].